# Pherbellia ursilacus
Pherbellia ursilacus är en tvåvingeart som beskrevs av Orth 1982. Pherbellia ursilacus ingår i släktet Pherbellia och familjen kärrflugor.
Artens utbredningsområde är Idaho. Inga underarter finns listade i Catalogue of Life.